# Lotus 25
Lotus 25 foi um modelo de automóvel de Fórmula 1 que foi lançado em 1962. Foi guiado por Jim Clark, Trevor Taylor, Mike Spence, Chris Amon, Piers Courage, Bob Bondurant, Innes Ireland,  Mike Hailwood e Richard Attwood.
Foi o primeiro modelo da equipe Lotus a conquistar os campeonatos de Fórmula 1 de piloto, com Jim Clark e de construtores, em 1963.
Foi também o primeiro carro de chassi monocoque bem sucedido no automobilismo esportivo.